# Иван Хаджииванов
Иван Петров Хаджииванов е български адвокат, патриот, общественик и деен ръководител на борбата за освобождението на Добруджа.

## Биография

### Ранен живот и военна кариера
Иван Петров Хаджииванов е роден на 12 юни 1883 г. в гр. Русе, България. През 1906 г. завършва пълния курс на държавното практическо земеделско училище в Образцов чифлик, област Русе, а след това и Школа за запасни офицери.
Записва се студент в Юридическия факултет на Софийския университет. На 17 септември 1912 г. се обявява мобилизация на българската армия – започва Балканската война, посрещната с всеобщ ентусиазъм от народа. Поривът, обхванал всички слоеве на населението се дължи на справедливата кауза – освобождаване на поробените сънародници. Подпоручик Хаджииванов прекъсва учението си и е назначен за командир на взвод в 15-а рота от 4-та дружина на славния 5-и пехотен дунавски полк. Участва в атаката на Одрин.
След това – в Междусъюзническата война, в която е раняван, достига до командир на рота. Младежът тежко преживява Първата национална катастрофа. Загубена е Южна Добруджа с градовете Добрич, Балчик, Силистра, Каварна. Потоци от бежанци се насочват към Русе, един от най-близките големи градове в майката-родина. Общината им дава възможност да си построят къщи в т. нар. Добруджански квартал.
През 1914 г. Хаджииванов се дипломира като юрист и се установява на адвокатска практика в Русе (до 1944 г.). На следващата година, с включването на България в Първата световна война, пак е мобилизиран като ротен командир, а след това става дружинен командир. За участието си в трите войни е награден с три ордена – кръст „За заслуга“, кръст „За храброст“ и орден за раняване I-ва степен.

### Общественополитическа дейност
Иван Хаджииванов е председател на местната организация на Съюз „Добруджа“ в Русе, създадена от добруджанските бежанци след Ньойския мирен договор от 1919 г. Дейци на организацията са още Стефан Боздуганов, Слави Алексиев, Георги Теодосиев, Кирил Кръстев, Иван Маринополски и др. Съдействат на градските и околийските власти за настаняването и оземляването на бежанците. Работят за осъществяване на националната идея – освобождението на Добруджа.
През лятото на 1923 г. Иван Хаджииванов е избран за член на Централния комитет на Вътрешната добруджанска революционна организация, (ВДРО) и става негов председател. Целта на организацията е чрез въоръжени чети и дипоматически усилия да се запази българския характер на Добруджа и в удобен момент да се завърне отново в границите на България. Благодарение на четите на ВДРО разбойничеството в Добруджа е ликвидирано. Самия Хаджииванов активно се противопоставя на комфракциите подкрепяни от Коминтерна да превземат отвътре ВДРО. От средата на 1925 г. той влиза в открит конфликт с лидерите на левицата в Добруджанското движение. Хаджииванов последователно отстоява българската национална кауза и решително се противопоставя на коминтерновската постановка за създаване на добруджанска нация. Руското военно разузнаване прави неуспешен опит да го вербува в полза на Русия.
В периода 1924 – 1929 г. е бил два мандата общински съветник в гр. Русе.
С идването на деветнадесетомайците на власт през пролетта на 1934 г. както ВДРО, така и другите клонове на българското народно-освободително движение са поставени под строг полицейски контрол, а техните дейци подложени на преследване. След сключването на Крайовската спогодба, Хаджииванов в качеството си на председател на ВДРО, предлага списък от 77-м дейци на организацията – войводи, четници и ятаци, на правителството и Народното събрание за награждаване с ордени и отпускане на народни пенсии.

#### Предполагаема смърт
Политическата промяна в страната на 9 септември 1944 г. се оказва фатална за Хаджииванов. С протокол от 24 декември 1945 г. Гражданското отделение на Русенския областен съд го обявява за „безследно изчезнал по време на смут около 30 септември 1944 г.“, като предполагаемата му смърт се приема, че е настъпила на същата дата. Репресиите не подминават и неговите близки.
- Капитан Иван Хаджииванов, 1918 г.
- Иван Хаджииванов като адвокат, 1923 г.
- Иван Хаджииванов (седнал, долу вляво) и фамилия.
- Честване връщането на Южна Добруджа, септември 1940 г., Русе.
- Иван Хаджииванов със семейството си на лов.
- Иван Хаджииванов на добруджанския конгрес в Русе. Поклонение на гроба на Стефан Караджа, 1931 г.
- Иван Хаджииванов на сбирка на ВДРО в Русе
- Иван Хаджииванов на сбирка на ВДРО в Казиното във Варна
- Иван Хаджииванов на сбирка на ВДРО
- Иван Хаджииванов на добруджански конгрес, на който се взема решение за създаване на ВДРО. Търговище, 1923 година
- Иван Хаджииванов на добруджанския конгрес с десницата, на 27.03.1923, Търговище
- Иван Хаджииванов води народното шествие по случай връщането на Южна Добруджа по силата на Крайовската спогодба от 7 септември 1940 г.
- Иван Хаджииванов на 08.09.1940 води народното шествие по случай връщането на Южна Добруджа по силата на Крайовската спогодба, 08 септември 1940

## Семейство
Според родовата книга на Хаджииванови, баща му Петър Иванов Хаджииванов е внук на известния Вълчан войвода. Бил е търговец в Тулча, а след това се преселва в Русе. Участва в Сръбско-българската война през 1885 г. Майка му Тонка (Тодорица) Винарова е сестра на генерал Върбан Винаров и на кмета на Русе Петър Винаров. Наградена е от цар Фердинанд със златно колие за самарянска дейност във войните между 1912 – 1918 г. Има брат Борис Хаджииванов и две сестри Райна (1885 – ?) и София (1887 – ?). Семейството е притежавало много имоти в градовете Русе и Тулча. Интересен факт, е че в къщата на Хаджииванови в Тулча е настанен щабът на 12 бригада на III Българска Армия.
Първи братовчед по майчина линия му е контраадмирал Асен Тошев – командващ в Българския военноморски флот.
Жени се за Недялка Рибарова на 27 май 1928 г. Бащата на Недялка Рибарова е Иван Рибаров – търговец ангросист, а чичото Никола Рибаров е генерал-лейтенант.
Близки роднини са му висшите офицери генерал-майор Асен Николов, ген. Марин Касъров и ген. Спас Чилингиров.
След смъртта на Иван Хаджииванов и интернирането на съпругата му в лагери, синът им, също по име Иван Хаджииванов (Иван Иванов, Иван Иванич), е осиновен от видния русенец Михаил Силаги – син на Георг Силаги. Не му е разрешено да следва по политически причини.

## Значение и дело
Иван Хаджииванов поема ръководството на ВДРО в труден момент за българското националноосвободително движение в Добруджа. На практика той е водеща фигура в организацията в периода от 1925 г. до началото на Втората световна война. Отстоява най-последователно българската национална кауза в Добруджа. След възвръщането на Южна Добруджа към България на 7 септември 1940 г. Хаджииванов се застъпва за правата на българите в оставащата в Румъния Северна Добруджа.

## Награди
- Български орден „За заслуга“
- Български орден „За храброст“
- Български орден „За раняване“ (?) – I степен

## Цитирана литература